# آنجانته کامر
آنجانته کامر (انگلیسی: Anjanette Comer؛ زادهٔ ۷ اوت ۱۹۳۹) یک هنرپیشه اهل ایالات متحده آمریکا است.
از فیلم‌هایی که وی در آن‌ها نقش داشته است، می‌توان به عزیز و زیر اشاره نمود.